# Depressariinae
De Depressariinae zijn een onderfamilie van vlinders uit de familie grasmineermotten (Elachistidae).

## Geslachten
- Acria
- Acryptolechia
- Afdera
- Agonopterix
- Agriocoma
- Ancipita
- Apachea
- Athrinacia
- Auxotricha
- Bibarrambla
- Chariphylla
- Comotechna
- Compsistis
- Coptotelia
- Costoma
- Cryptolechia
- Deloryctis
- Depressaria
- Doina
- Doshia
- Ectaga
- Epichostis
- Erithyma
- Eupragia
- Eutoma
- Exaeretia
- Filinota
- Gnathotona
- Gonada
- Gonionota
- Habrophylax
- Hamadera
- Hastamea
- Himmacia
- Himotica
- Hozbeka
- Idiocrates
- Iphimachaera
- Levipalpus
- Lucyna
- Machimia
- Maesara
- Muna
- Nedenia
- Nematochares
- Nites
- Osmarina
- Paepia
- Palaeodepressaria
- Palinorsa
- Perzelia
- Philtronoma
- Pholcobates
- Phytomimia
- Profilinota
- Pseudocentris
- Pseudocryptolechia
- Psilocorsis
- Psittacastis
- Psorosticha
- Rhindoma
- Scoliographa
- Semioscopis
- Talitha
- Taruda
- Thalamarchella
- Tonica
- Trycherodes
- Zemiocrita